# Martine Billard
Martine Billard (ur. 7 października 1952 w Boulogne-Billancourt) – francuska polityk, działaczka ekologiczna i feministyczna, deputowana do Zgromadzenia Narodowego, w latach 2010–2014 współprzewodnicząca Partii Lewicy.

## Życiorys
Z wykształcenia ekonomistka, studiowała na Université Panthéon-Assas. W 1980 uzyskała dyplom bibliotekarki. Pracowała w tym zawodzie na uniwersytecie, później m.in. w sektorze małych i średnich przedsiębiorstw.
W 1968, będąc jeszcze uczennicą liceum, brała aktywny udział w demonstracjach majowych. W okresie studenckim związana ze skrajną lewicą, działała w komunistycznej organizacji OCT. W latach 70. związała się ze środowiskami feministycznymi, a w latach 80. z ruchami popierającymi Palestyńczyków w konflikcie z Izraelem.
W 1993 wstąpiła do Zielonych, z ramienia tej partii w latach 1995–2001 reprezentowała 12. dzielnicę Paryża w radzie stołecznej. W latach 1996–1997 pełniła funkcję partyjnego rzecznika prasowego na okręg paryski, później została członkinią władz krajowych ugrupowania i jednym z jego rzeczników.
W wyborach w 2002 z ramienia Zielonych wystartowała jednym z paryskich okręgów. Uzyskała mandat deputowanej do Zgromadzenia Narodowego XII kadencji, pokonując Jeana-François Legareta, mera 1. dzielnicy Paryża. W 2007 z powodzeniem ubiegała się o reelekcję na XIII kadencję, zasiadając w niższej izbie francuskiego parlamentu do 2012, kiedy to nie została ponownie wybrana.
Przed referendum z 2005, wbrew oficjalnego stanowisku Zielonych, publicznie wzywała do odrzucenia tzw. Konstytucji dla Europy. W 2009 opuściła swoje ugrupowanie, w tym samym roku dołączyła do Partii Lewicy, którą założył Jean-Luc Mélenchon. W 2010 została współprzewodniczącą tej partii. W 2014 w związku z reorganizacją struktury Partii Lewicy ustąpiła z tego stanowiska. Zaangażowała się również w działalność ruchu politycznego Niepokorna Francja, w 2017 koordynując program tego ugrupowania w zakresie ekologii.